# Пенья, Сантьяго
Сантьяго Пенья Паласиос (исп. Santiago Peña Palacios; род. 16 ноября 1978, Асунсьон) — парагвайский политический и государственный деятель. Лидер  правой партии «Национальная республиканская ассоциация» (ANR, также известной как «Колорадо») с 2023 года. Президент Парагвая с 15 августа 2023 года.

## Биография
Был членом правления Центрального банка Парагвая и бывший министр финансов государства. В марте 2018 года был назначен в совет директоров Banco Amambay, который является частью холдингов Grupo Cartes, принадлежащих председателю партии «Колорадо» и бывшему президенту Парагвая Орасио Картесу. Также преподавал в должности доцента финансовой теории в Католическом университете Асунсьона (2004 года); в должности профессора экономической теории в том же университете (2005 год) и опубликовал исследовательские работы в области денежно-кредитной политики и финансов.
С 1996 по 2016 год был членом «Аутентичной радикально-либеральной партии», затем присоединился к партии «Колорадо».
В 2018 году был предварительным кандидатом на должность президента Парагвая от партии «Колорадо», но проиграл первичные выборы Марио Абдо Бенитесу, который стал президентом после подведения итогов всеобщих выборов.
Был кандидатом от партии «Колорадо» на должность президента на всеобщих выборах в 2023 году. Выборы прошли 30 апреля 2023 года. Пенья набрал 42,73 % голосов, значительно опередив своего основного соперника Эфраина Алегре. В числе его основных предвыборных обещаний — снижение стоимости потребительской корзины, цен на топливо и газ, создание 500 тысяч новых рабочих мест, бесплатных детских садов, программы для обеспечения граждан жильем. Пенья вступил в должность 15 августа 2023 года.